# Liga dos Campeões da UEFA de 2022–23 – Fase Final
A Fase Final da Liga dos Campeões da UEFA de 2022–23 é disputada entre 14 de fevereiro com as oitavas de final e terminará em 10 de junho de 2023 com a final no Estádio Olímpico Atatürk em Istambul, Turquia. Um total de 16 equipes competirão na fase eliminatória. 
Os horários seguem o fuso horário CET / CEST.

## Fase final
Na fase final, as equipes jogam umas contra as outras em partidas de ida e volta, exceto na final que é disputada em uma única partida. O mecanismo de sorteio para cada rodada é o seguinte:
- No sorteio das oitavas de final, os oito vencedores dos grupos, e os oito vice-campeões foram separados em potes. Os vencedores dos grupos são sorteados contra as equipes que terminaram em segundo lugar nos seus grupos. Equipes do mesmo grupo ou da mesma associação não podem ser sorteadas.
- Nos sorteios das quartas de final e semifinais, não existe separação, e times do mesmo grupo ou da mesma federação podem se enfrentar. Como os sorteios para as quartas de final e semifinais são realizados juntos antes das quartas de final serem disputadas, a identidade dos vencedores das quartas de final não é conhecida no momento do sorteio das semifinais. Um sorteio também é realizado para determinar qual vencedor da semifinal é designado como o time "da casa" para a final (para fins administrativos, pois é jogada em um local neutro).

## Formato
Cada eliminatória, exceto a final, foi disputada em partidas de ida e volta. A equipe que marcar mais gols no total nas duas partidas avança para a próxima fase. Se o placar agregado estiver empatado, então a prorrogação é disputada – nessa edição, a regra do gol fora de casa foi abolida. Se nenhum gol for marcado durante a prorrogação para desempatar o placar agregado, os vencedores serão decididos por disputa por pênaltis. Na final, que será disputada em uma única partida, se o placar estiver empatado ao final do tempo normal, a prorrogação é disputada, seguida de uma disputa de pênaltis se o placar ainda estiver empatado.

## Equipes classificadas
| Grupo | Líderes de grupo  | Vice-líderes de grupo |
| ----- | ----------------- | --------------------- |
| A     | Napoli            | Liverpool             |
| B     | Porto             | Brugge                |
| C     | Bayern de Munique | Internazionale        |
| D     | Tottenham         | Eintracht Frankfurt   |
| E     | Chelsea           | Milan                 |
| F     | Real Madrid       | RB Leipzig            |
| G     | Manchester City   | Borussia Dortmund     |
| H     | Benfica           | Paris Saint-Germain   |

## Oitavas de final
O sorteio das oitavas de final foi realizado em 7 de novembro de 2022. As partidas de ida foram disputadas nos dias 14, 15, 21 e 22 de fevereiro, e as partidas de volta nos dias 7, 8, 14 e 15 de março de 2023.
| Equipe 1            | Total | Equipe 2          | 1.º jogo | 2.º jogo |
| ------------------- | ----- | ----------------- | -------- | -------- |
| RB Leipzig          | 1–8   | Manchester City   | 1–1      | 0–7      |
| Brugge              | 1–7   | Benfica           | 0–2      | 1–5      |
| Liverpool           | 2–6   | Real Madrid       | 2–5      | 0–1      |
| Milan               | 1–0   | Tottenham         | 1–0      | 0–0      |
| Eintracht Frankfurt | 0–5   | Napoli            | 0–2      | 0–3      |
| Borussia Dortmund   | 1–2   | Chelsea           | 1–0      | 0–2      |
| Internazionale      | 1–0   | Porto             | 1–0      | 0–0      |
| Paris Saint-Germain | 0–3   | Bayern de Munique | 0–1      | 0–2      |

### Partidas de ida
| 14 de fevereiro de 2023 | Milan     | 1 – 0     | Tottenham | San Siro, Milão                             |
| 21:00                   | Brahim 7' | Relatório |           | Público: 74 320 Árbitro: SUI Sandro Schärer |

| 14 de fevereiro de 2023 | Paris Saint-Germain | 0 – 1     | Bayern de Munique | Parc des Princes, Paris                     |
| 21:00                   |                     | Relatório | Coman 53'         | Público: 46 435 Árbitro: ENG Michael Oliver |

| 15 de fevereiro de 2023 | Brugge | 0 – 2     | Benfica                                | Estádio Jan Breydel, Bruges               |
| 21:00                   |        | Relatório | João Mário 51' (pen) · David Neres 88' | Público: 24 136 Árbitro: ITA Davide Massa |

| 15 de fevereiro de 2023 | Borussia Dortmund | 1 – 0     | Chelsea | Signal Iduna Park, Dortmund                    |
| 21:00                   | Adeyemi 63'       | Relatório |         | Público: 81 365 Árbitro: ESP Jesús Gil Manzano |

| 21 de fevereiro de 2023 | Eintracht Frankfurt | 0 – 2     | Napoli                       | Deutsche Bank Park, Frankfurt                  |
| 21:00                   |                     | Relatório | Osimhen 40' · Di Lorenzo 65' | Público: 47 500 Árbitro: POR Artur Soares Dias |

| 21 de fevereiro de 2023 | Liverpool            | 2 – 5     | Real Madrid                                                    | Anfield, Liverpool                         |
| 21:00 (20:00 GMT)       | Núñez 4' · Salah 14' | Relatório | Vinícius Júnior 21', 36' · Éder Militão 47' · Benzema 55', 67' | Público: 52 337 Árbitro: ROU István Kovács |

| 22 de fevereiro de 2023 | RB Leipzig   | 1 – 1     | Manchester City | Red Bull Arena, Leipzig                       |
| 21:00                   | Gvardiol 70' | Relatório | Mahrez 27'      | Público: 45 228 Árbitro: NED Serdar Gözübüyük |

| 22 de fevereiro de 2023 | Internazionale | 1 – 0     | Porto | San Siro, Milão                              |
| 21:00                   | Lukaku 86'     | Relatório |       | Público: 75 374 Árbitro: SRB Srđan Jovanović |

### Partidas de volta
| 7 de março de 2023 | Benfica                                                                            | 5 – 1     | Brugge     | Estádio da Luz, Lisboa                        |
| 21:00 (20:00 WET)  | Rafa Silva 38' · Gonçalo Ramos 45+2', 57' · João Mário 71' (pen) · David Neres 77' | Relatório | Meijer 87' | Público: 60 960 Árbitro: TUR Halil Umut Meler |

Benfica venceu por 7–1 no placar agregado.
| 7 de março de 2023 | Chelsea                          | 2 – 0     | Borussia Dortmund | Stamford Bridge, Londres                    |
| 21:00 (20:00 GMT)  | Sterling 43' · Havertz 53' (pen) | Relatório |                   | Público: 38 882 Árbitro: NED Danny Makkelie |

Chelsea venceu por 2–1 no placar agregado.
| 8 de março de 2023 | Tottenham | 0 – 0     | Milan | Tottenham Hotspur Stadium, Londres          |
| 21:00 (20:00 GMT)  |           | Relatório |       | Público: 61 602 Árbitro: FRA Clément Turpin |

Milan venceu por 1–0 no placar agregado.
| 8 de março de 2023 | Bayern de Munique              | 2 – 0     | Paris Saint-Germain | Allianz Arena, Munique                      |
| 21:00              | Choupo-Moting 61' · Gnabry 89' | Relatório |                     | Público: 75 000 Árbitro: ITA Daniele Orsato |

Bayern de Munique venceu por 3–0 no placar agregado.
| 14 de março de 2023 | Manchester City                                                          | 7 – 0     | RB Leipzig | City of Manchester Stadium, Manchester     |
| 21:00 (20:00 GMT)   | Haaland 22' (pen), 24', 45+2', 53', 57' · Gündoğan 49' · De Bruyne 90+2' | Relatório |            | Público: 52 038 Árbitro: SVN Slavko Vinčić |

Manchester City venceu por 8–1 no placar agregado.
| 14 de março de 2023 | Porto | 0 – 0     | Internazionale | Estádio do Dragão, Porto                      |
| 21:00 (20:00 WET)   |       | Relatório |                | Público: 48 015 Árbitro: POL Szymon Marciniak |

Internazionale venceu por 1–0 no placar agregado.
| 15 de março de 2023 | Real Madrid | 1 – 0     | Liverpool | Santiago Bernabéu, Madrid                 |
| 21:00               | Benzema 79' | Relatório |           | Público: 63 127 Árbitro: GER Felix Zwayer |

Real Madrid venceu por 6–2 no placar agregado.
| 15 de março de 2023 | Napoli                                   | 3 – 0     | Eintracht Frankfurt | Estádio Diego Armando Maradona, Nápoles     |
| 21:00               | Osimhen 45+2', 53' · Zieliński 64' (pen) | Relatório |                     | Público: 49 082 Árbitro: ENG Anthony Taylor |

Napoli venceu por 5–0 no placar agregado.

## Quartas de final
O sorteio das quartos-de-final foi realizado em 17 de março de 2023. As partidas de ida foram disputadas em 11 e 12 de abril, e as partidas de volta foram disputadas em 18 e 19 de abril de 2023.
| Equipe 1        | Total | Equipe 2          | 1.º jogo | 2.º jogo |
| --------------- | ----- | ----------------- | -------- | -------- |
| Real Madrid     | 4–0   | Chelsea           | 2–0      | 2–0      |
| Benfica         | 3–5   | Internazionale    | 0–2      | 3−3      |
| Manchester City | 4–1   | Bayern de Munique | 3–0      | 1−1      |
| Milan           | 2–1   | Napoli            | 1–0      | 1−1      |

### Partidas de ida
| 11 de abril de 2023 | Benfica | 0 – 2     | Internazionale                 | Estádio da Luz, Lisboa                      |
| 21:00 (20:00 WEST)  |         | Relatório | Barella 51' · Lukaku 82' (pen) | Público: 62 594 Árbitro: ENG Michael Oliver |

| 11 de abril de 2023 | Manchester City                              | 3 – 0     | Bayern de Munique | City of Manchester Stadium, Manchester         |
| 21:00 (20:00 BST)   | Rodri 27' · Bernardo Silva 70' · Haaland 76' | Relatório |                   | Público: 52 257 Árbitro: ESP Jesús Gil Manzano |

| 12 de abril de 2023 | Real Madrid               | 2 – 0     | Chelsea | Santiago Bernabéu, Madrid                      |
| 21:00               | Benzema 21' · Asensio 74' | Relatório |         | Público: 63 142 Árbitro: FRA François Letexier |

| 12 de abril de 2023 | Milan        | 1 – 0     | Napoli | San Siro, Milão                            |
| 21:00               | Bennacer 40' | Relatório |        | Público: 74 742 Árbitro: ROU István Kovács |

### Partidas de volta
| 18 de abril de 2023 | Chelsea | 0 – 2     | Real Madrid      | Stamford Bridge, Londres                    |
| 21:00 (20:00 WEST)  |         | Relatório | Rodrygo 58', 80' | Público: 39 453 Árbitro: ITA Daniele Orsato |

Real Madrid venceu por 4–0 no placar agregado.
| 18 de abril de 2023 | Napoli        | 1 – 1     | Milan      | Estádio Diego Armando Maradona, Nápoles       |
| 21:00               | Osimhen 90+3' | Relatório | Giroud 43' | Público: 52 728 Árbitro: POL Szymon Marciniak |

Milan venceu por 2–1 no placar agregado.
| 19 de abril de 2023 | Bayern de Munique | 1 – 1     | Manchester City | Allianz Arena, Munique                      |
| 21:00               | Kimmich 83' (pen) | Relatório | Haaland 57'     | Público: 75 000 Árbitro: FRA Clément Turpin |

Manchester City venceu por 4–1 no placar agregado.
| 19 de abril de 2023 | Internazionale                          | 3 – 3     | Benfica                                      | San Siro, Milão                                      |
| 21:00               | Barella 14' · Martínez 65' · Correa 78' | Relatório | Aursnes 38' · António Silva 86' · Musa 90+5' | Público: 75 380 Árbitro: ESP Carlos del Cerro Grande |

Internazionale venceu por 5–3 no placar agregado.

## Semifinais
O sorteio das meias-finais foi realizado no dia 17 de março de 2023, às 12:00 CET, após o sorteio dos quartos-de-final.  As partidas de ida serão disputadas nos dias 9 e 10 de maio e as partidas de volta nos dias 16 e 17 de maio de 2023.
| Equipe 1    | Total | Equipe 2        | 1.º jogo | 2.º jogo |
| ----------- | ----- | --------------- | -------- | -------- |
| Milan       | 0–3   | Internazionale  | 0–2      | 0–1      |
| Real Madrid | 1–5   | Manchester City | 1–1      | 0–4      |

### Partidas de ida
| 9 de maio de 2023 | Real Madrid         | 1 – 1     | Manchester City | Santiago Bernabéu, Madrid                      |
| 21:00             | Vinícius Júnior 36' | Relatório | De Bruyne 67'   | Público: 63 485 Árbitro: POR Artur Soares Dias |

| 10 de maio de 2023 | Milan | 0 – 2     | Internazionale            | San Siro, Milão                                |
| 21:00              |       | Relatório | Džeko 8' · Mkhitaryan 11' | Público: 75 532 Árbitro: ESP Jesús Gil Manzano |

### Partidas de volta
| 16 de maio de 2023 | Internazionale | 1 – 0     | Milan | San Siro, Milão                             |
| 21:00              | Martínez 74'   | Relatório |       | Público: 75 567 Árbitro: FRA Clément Turpin |

Internazionale venceu por 3–0 no placar agregado
| 17 de maio de 2023 | Manchester City                                                   | 4 – 0     | Real Madrid | City of Manchester Stadium, Manchester        |
| 21:00              | Bernardo Silva 23', 37' · Éder Militão 76' (g.c.) · Álvarez 90+1' | Relatório |             | Público: 52 313 Árbitro: POL Szymon Marciniak |

Manchester City venceu por 5–1 no placar agregado

## Final
A final será disputada em 10 de junho de 2023 no Estádio Olímpico Atatürk, em Istambul . Foi realizado um sorteio a 17 de março de 2023, após os sorteios dos quartos-de-final e das meias-finais, para determinar a equipa "da casa" para efeitos administrativos. 
| 10 de junho de 2023 | Manchester City | 1 – 0 | Internazionale | Estádio Olímpico Atatürk, Istambul            |
| 22:00 (UTC+3)       | Rodri 68'       |       |                | Público: 71 412 Árbitro: POL Szymon Marciniak |